# 2006年5月

## 5月31日
- 《紐約時報》引述駐伊拉克美軍一位高級軍官的話報導， 美軍陸戰隊去年11月19日在伊拉克北部安巴省哈地洽市屠殺伊國平民一事屬實。中時電子報[永久]
- 英國多家報紙報導，調查人員發現死於同一場車禍的黛安娜王妃司機替法國情治機關工作。自由電子報
- 已故伊朗宗教精神領袖何梅尼的孫子胡笙·何梅尼打破三年來的沉默，表示支持美軍推翻何梅尼政權。自由電子報
- 台灣台北捷運藍線的新埔－永寧路段完工通車。

## 5月30日
- 驻伊美军在巴格达以北一座城市的检查站枪杀两名妇女，其中一人为孕妇并即将临盆。ABC（页面存档备份，存于）
- 中华民国立法院原排定在今天处理的“两岸人民关系条例”直航条款，因为泛绿阵营的阻挠，一天下来最终未能在立法院院会上得以表决。过程中民进党籍女立委王淑慧试图吃掉一张提案。（Reuters） （ChinaPost）自由電子報
- 台湾中國国民党籍立法委员丁守中正式提出总统罢免案。BBC 中文网（页面存档备份，存于）
- 中國社會科學院在北京發布國家社會科學基金資助的「中國十個五年計畫研究報告」，內容包含美國曾密謀突襲中國核基地的密辛。中時電子報[永久]
- 美国财政部部長史諾請辭，布什總統隨即提名高盛集團執行長鮑爾森為新任財長。東森新聞網（页面存档备份，存于）

## 5月29日
- 驻阿富汗美军车辆在阿富汗首都喀布尔撞死平民，引发当地民众抗议并最终导致骚乱。新华网（页面存档备份，存于）
- 印尼中爪哇強震的罹難人數攀升至5136人，20多萬人無家可歸。印尼當局已宣布全國進入緊急狀態三個月。多維新聞網 （页面存档备份，存于）自由電子報
- 美國軍方表示，在古巴關達那摩灣美國海軍基地進行絕食抗議的在押囚犯已從三人暴增到七十五人，但軍方也指出這是囚犯「獲取注意」的伎倆，企圖藉此獲得釋放。中時電子報[永久]

## 5月28日
- 2006年法国网球公开赛在罗兰·加洛斯开赛。华奥星空
- 印尼營救官員表示，截至中午為止，印尼爪哇島日惹地區地震造成的死亡人數，已經升至3731人。多維新聞網 （页面存档备份，存于）
- 英国导演肯·罗奇凭借《风吹稻浪》一片获得第59届戛纳电影节金棕榈奖。BBC 中文网（页面存档备份，存于）

## 5月27日
- 印尼中爪哇發生芮氏規模6.2的大地震。而稍早曾經瀕臨大爆發邊緣的印尼梅拉比火山，受地震影響也再度噴發高達3.5公里。 新城電台[]東森新聞報（页面存档备份，存于）中時電子報[永久]
- 緬甸軍政府再度延長翁山蘇姬軟禁期限。中時電子報[永久]
- 日本經濟產業大臣二階俊博會見到訪的中國商務部部長薄熙來，商討兩國經貿與能源問題。中時電子報[永久]

## 5月26日
- 欧洲最大火车站——柏林中央车站正式开放。新浪（页面存档备份，存于）
- 美國國會參議院批准現任國家情報局副局長、空軍上將海登出任中情局長，為25年來首位軍人局長。多維新聞網  （页面存档备份，存于）
- 第四屆「日本與大洋洲島嶼論壇」（PIF）高峰會在琉球名護市開幕，共有17個國家與地區的領導人出席。自由電子報
- 在澳洲部隊進駐與接管安全後，東帝汶首都狄力午後已恢復平靜。自由電子報
- 台灣陸委會表示，中國不顧2300萬台灣人民要求保障衛生醫療基本人權的訴求，必定會使兩岸關係再度受到重創。東森新聞報（页面存档备份，存于）
- 天主教教宗本笃十六世开始对波兰进行为期四天的访问。维基新闻

## 5月25日
- 美國德州休士頓陪審團宣判，恩隆能源公司創辦人雷伊與前執行長史基林在欺瞞該公司財務問題上有罪。自由電子報東森新聞報（页面存档备份，存于）TVBS新聞網（页面存档备份，存于）
- 欧洲最大的股票市场——伦敦证券交易所宣布，该交易所2005财年营业收入比上一年增长了19%。新华网 Archive.today的存檔，存档日期2013-04-28
- 由美国、欧洲和喀麦隆科学家组成的一个国际研究小组说，野外调查和基因分析证实，人类艾滋病病毒HIV-1起源于野生黑猩猩，病毒很可能是从猿类免疫缺陷病毒SIV进化而来。新华网（页面存档备份，存于）
- 美国总统乔治·布什在白宫记者招待会上表示，阿布格莱布监狱虐囚丑闻是美国在伊拉克所犯的“最大错误”。新华网（页面存档备份，存于）
- 中国大陆证券市场暂停一年多的IPO重新启动，中工国际刊登了首次公开发行6000万股股份的招股意向书，并拟于6月19日在深圳证券交易所上市。新华网
- 中华人民共和国国家外汇管理局首次公布中国国际投资头寸表。新华网（页面存档备份，存于）

## 5月24日
- 世界衛生組織首次要求抗禽流感藥物「克流感」製造商羅氏藥廠備妥庫存，以供全球各地應急。自由電子報
- 国民党主席马英九在国民党中常会裁示通过，在5月底停止资助《中央日报》，拥有79年历史的《中央日报》将停刊。联合早报（页面存档备份，存于）
- 美國在台協會發布聲明：美國貿易代表處副貿易代表卡倫·巴提亞抵達台灣，將進行貿易與投資架構協定下的會談，這顯示美台之間堅實強勁的關係。美國在台協會正式資料中時電子報[永久]東森新聞報（页面存档备份，存于）
- 中华人民共和国国家统计局初步核实：今年一季度GDP增速10.3%。新华网（页面存档备份，存于）
- 美、英、法、德、俄、中6国高官在伦敦举行会晤，讨论由英法德提出的旨在促使伊朗停止其核计划的新方案。新华网 Archive.today的存檔，存档日期2013-04-28
- 日本东京高等法院二审驳回“百人斩”战犯向井敏明、野田毅的遗属向井（田所）千惠子、野田马萨等人的上诉要求，战犯遗属欲通过法律程序否定“百人斩”历史的图谋未能得逞。新华网 Archive.today的存檔，存档日期2013-04-28
- 英国《金融时报》报道，由于新兴市场股市和大宗商品波动急剧加大，５月份欧美市场对冲基金遭一年来最大的挫折。新华网
- 巴西铁矿石生产商淡水河谷对媒体透露，继上周德国蒂森克虏伯、韩国浦项钢厂先后同意矿价上涨19%以后，全球第二大钢厂法国阿赛洛也达成2006涨价协议，最大买家中国钢厂的谈判陷入不利。新华网（页面存档备份，存于）
- 中时电子报公布的电话民调显示，在台北市长目前浮出的5个可能人选中，最获民意支持的人以国民党的郝龙斌遥遥领先，支持度达47%，台联党垫底。新华网
- 加拿大聯邦法院決定，中國遠華集團走私案主嫌賴昌星遣返案的聆訊，將推遲到5月31日。中時電子報[永久]
- 民进党中常会做出决定，高雄市长将回归初选，且不重办登记，“北谢南叶”破局。管碧玲宣布停止竞选。新华网 Archive.today的存檔，存档日期2013-04-28
- 俄罗斯武装力量总参谋长巴卢耶夫斯基重申，俄罗斯的洲际弹道导弹能够突破任何目前和将来的反弹道导弹防御系统。新华网（页面存档备份，存于）
- 中國廣東省官方公布汕尾慘案部分官員處理情況，其中現場指揮官、汕尾公安局副局長吳聲被撤職。另廣東海豐法院以「爆炸罪、聚眾擾亂社會秩序及擾亂交通秩序罪」，分別判處13名村民3年至7年不等有期徒刑。中時電子報[永久]大紀元時報
- 澳大利亚、新西兰、葡萄牙、马来西亚应邀向东帝汶派兵协助平息部队叛乱。CNN（页面存档备份，存于）
- 土耳其伊斯坦堡的阿塔圖克國際機場凌晨三时驚傳大火。中央廣播電台CNN（页面存档备份，存于）

- 日本本田汽車旗下的「技研組織」（ＨＲＩ）及「國際電器通信基礎技術研究所」（ＡＴＲ），公佈共同成功研發的新一代「人腦機械介面」（ＢＭＩ），此項全球首創的新技術能以腦波控制機械手臂。自由電子報

## 5月23日
- 中华人民共和国银行业监督管理委员会副主席蔡鄂生在“2006中国金融高峰会”上透露，中国邮政储蓄银行已获得国务院批准。新华网（页面存档备份，存于）
- 美国总统布什与以色列总理奥尔默特在华盛顿白宫共同出席记者招待会，为今后重启中东和平“路线图”作准备。新华网（页面存档备份，存于）布什表示赞成以色列撤离西岸计划。新华网（页面存档备份，存于）
- 伊朗海军和伊朗革命卫队连续三天举行了大规模的联合军事演习，集中练习如何打航母的科目。新华网（页面存档备份，存于）
- 联想集团董事会主席杨元庆就此前美国国务院决定联想电脑只能用于非保密系统的商业歧视行为表示抗议，呼吁中国政府向联想提供帮助和支持。新华网（页面存档备份，存于）
- 深成指跌4.69%，创2002年1月29日以来最大日跌幅。新华网 Archive.today的存檔，存档日期2013-04-28
- 美國國防部發表「2006年中國人民解放軍軍力報告」新华网（页面存档备份，存于）中時電子報[永久]新华网
- 英國媒體爆料：雙腿截肢的紐西蘭登山專家馬克·殷格理斯上周攀登聖母峰的途中，遇見另一名垂死的登山客，但是沒有伸出援手。東森新聞報（页面存档备份，存于）
- 土耳其及希臘兩架戰鬥機在愛琴海東方、希臘南方的卡帕索斯島附近上空發生相撞事故。中央廣播電台
- 泰國總理結束長達49天的「暫離政治」，回到國務院正式主持內閣會議。在野陣營強烈反彈，揚言將發動抗爭行動逼他下台。中時電子報[永久]自由電子報
- 世界衛生大會中美國、加拿大、蒙古、日本與澳洲等国發言，讚賞台灣提前實施「國際衛生條例」（IHR），並支持世衛組織（WHO）將台灣納入全球禽流感防疫體系。自由電子報
- 第一棟在911攻擊後紐約世貿遺址重建的大樓，正式落成啟用。東森新聞報（页面存档备份，存于）
- 德国总理结束首次中国之行。新华网（页面存档备份，存于）
- 据称是賓·拉登的录音聲称穆萨维与911袭击无关。中国日报（页面存档备份，存于）
- 中华人民共和国外交部发言人刘建超确认，外交部长李肇星和日本外相麻生太郎将在卡塔尔出席亚洲合作对话第五次外长会议期间举行双边会晤。人民网（页面存档备份，存于）

## 5月22日
- 中华人民共和国商务部副部长魏建国在与应邀来访的美国商务部副部长大卫·麦考默克举行会谈时说，中方希望美方能从中美关系大局和中美达成贸易平衡出发，不断放宽对华高技术出口限制。新华网 Archive.today的存檔，存档日期2013-04-28新浪网（页面存档备份，存于）
- 亚洲股市跌幅普遍超过2％。其中，印度Sensex指数跌幅超过4％，盘中最大跌幅曾超过10％；恒生指数出现近5年最大跌幅。新华网（页面存档备份，存于）新华网 Archive.today的存檔，存档日期2013-04-28
- 第59届世界卫生大会在日内瓦开幕，第十度否决了涉台提案。BBC中文网（页面存档备份，存于）
- 英国首相布莱尔突访伊拉克后的联合声明表示，英军将在7月开始向伊拉克安全部队移交控制权。工人日报[]
- 美说服欧四大银行瑞士联合银行、瑞士信贷银行、荷兰银行以及汇丰银行配合对伊经济制裁。新华网 Archive.today的存檔，存档日期2013-04-28
- 英國倫敦《泰晤士報》報導，自2004年9月以來，法國、德國與義大利三國政府，總共在伊拉克給付近四千五百萬美元贖金，救回九名被綁架的人質。中時電子報[永久]
- 北爱尔兰首府贝尔法斯特的机场以当地出生、去年去世的曼联足球队员乔治·贝斯特重新命名。CNN
- 美国退伍军人事务部长说，联邦特工正在寻找多于2600万退伍军人的被窃数据。CNN（页面存档备份，存于）

## 5月21日
- 共和国举行公投，决定是否继续留在内。公投選委會主席利普卡宣布，「總投票率86.2%，其中55.5%公民贊成獨立。」 CNN中時電子報[永久]CNN（页面存档备份，存于）維基新聞東森新聞報（页面存档备份，存于）東森新聞報（页面存档备份，存于）
- 中華民國副總統吕秀莲呼吁司法、警政首长赶紧侦办台开内线交易案件，並表示3个月不除弊案将辞职。新华网（页面存档备份，存于）但台灣總統府發布新聞稿，澄清副總統呂秀蓮並沒有說過「三個月不除弊，就要請辭」。東森新聞網（页面存档备份，存于）東森新聞網（页面存档备份，存于）
- 泰國政府把修復完成的四面佛送回原址，並由看守內閣總理塔克辛和高僧主持開光和歸位儀式。東森新聞網（页面存档备份，存于）自由電子報中時電子報[永久]
- 德國總理梅克爾率團抵達北京訪問，將與中國國家主席胡錦濤和總理溫家寶舉行會談，此外亦將會見中國知名學者、非政府組織代表，其中包括揭發大陸三農（農業、農村、農民）問題的「中國農民調查」一書作者陳桂棣與吳春桃夫婦。中時電子報[永久]中時電子報[永久]中時電子報[永久]
- 紐約時報的社論指称：中國检方重新起訴趙岩。中時電子報[永久]

## 5月20日
- 聯合國特使會見了被長期軟禁的緬甸民主領袖翁山蘇姬。TVBS新聞網（页面存档备份，存于）
- 南韓最大反對黨「大國家黨」黨主席，也是南韓已故總統朴正熙女兒朴槿惠，在助選時遭襲臉部受傷。TVBS新聞網（页面存档备份，存于）中時電子報[永久]
- 伊拉克國會通過由新總理馬利基推薦的全國團結政府39名閣員名單，新閣員隨後宣誓就職。自由電子報
- 中國三峽大壩下午完成最後一塊壩體的灌漿工作，建設十二年的三峽大壩全線完工。中時電子報[永久]自由電子報TVBS新聞網（页面存档备份，存于）
- 美國在台協會台北辦事處處長楊甦棣表示，美方樂見台灣發布具建設性的國安報告，並希望中國向台灣學習，讓相關資訊更透明化。中時電子報[永久]東森新聞報（页面存档备份，存于）東森新聞報（页面存档备份，存于）東森新聞報（页面存档备份，存于）東森新聞報（页面存档备份，存于）東森新聞報（页面存档备份，存于）自由電子報
- 針對中華民國新聞局日前撤銷對TVBS的原處分，前新聞局長姚文智痛批行政院長蘇貞昌。東森新聞報（页面存档备份，存于）

## 5月19日
- 美军战略司令部司令卡特赖特将军称，美国希望中国加入导弹联合预警中心，该预警中心主要是为了交换导弹发射信息以防止偶发核战争而成立。新华网新浪网（页面存档备份，存于）
- 新加坡联合早报文章指出，台湾的归宿在中国，“识时务者为俊杰，昧先机者非明哲”。新华网 Archive.today的存檔，存档日期2013-04-28联合早报
- 印尼總統尤多約諾前往雅加達帕塔密納醫院探望前總統蘇哈托之後對媒體記者表示，蘇哈托的病情相當「嚴重」。中時電子報[永久]
- 美國食品藥物管理局（FDA）说，測試百餘種飲料後發現，其中有五種的含苯量超過美國對飲用水所設定的限制，也就是5 PPB（1 PPB=十億分之一）。雅虎香港
- 台风珍珠造成近250名越南渔民失踪，已发现另外28人死亡。CNN（页面存档备份，存于）中時電子報[永久]
- 阿富汗政府军、警察以及驻阿联军从17日以来在阿南部3个省与塔利班武装分子发生激战，已造成200多人死亡。新浪网（页面存档备份，存于）
- 美国参议院先以63-34通过“英语为美国官方语言”，又以58-39通过“英语为美国通用和统一语言”移民法条款，触动了移民权利斗争的核心。CBS（页面存档备份，存于）

## 5月18日
- 關達納摩灣美國海軍基地拘押外國籍恐怖主義嫌犯的監獄，晚間發生囚犯設計攻擊警衛事件。自由電子報
- 美国参众两院移民改革法案中都规定的要在美墨边境修建隔离墙的计划遭到墨西哥和其他四个中美洲国家的反对。新华网 Archive.today的存檔，存档日期2013-04-28
- 美國國務院表示，針對國務院購買一萬六千台中國聯想個人電腦，國務院已決定這些電腦將僅用於非機密性質的工作。自由電子報
- 美國食品藥物管理局顧問諮詢委員會達成結論，建議美國食品藥物管理局准許可預防子宮頸癌的疫苗「Gardasil」上市。中時電子報[永久]
- 尼泊爾新成立的國會通過一份大幅削減國王賈南德拉權力的決議，使國王只保留國家元首的象徵性地位。自由電子報新浪网（页面存档备份，存于）
- 加拿大移民部决定于2006年5月26日遣返中国远华走私案涉嫌主犯赖昌星。 新浪网（页面存档备份，存于）東森新聞網（页面存档备份，存于）
- 秘鲁前总统藤森在智利以3000美元获保释，但不得离开智利，引起要求引渡的秘鲁政府抗议。雅虎香港
- 人類第一對染色體的基因定序完成，耗時十六年的「人類基因組計畫」大功告成。中時電子報[永久]
- 6年來全球集資額最大的招股活動-中國銀行招股在香港展開。雅虎香港
- 台风珍珠凌晨三时在中国广东省汕头市登陆。大华网转汕头日报
- 中華民國總統陳水扁女婿趙建銘表示願意以負責的態度，自動退出民進黨，避免台開案衍生其他不必要的困擾。東森新聞網（页面存档备份，存于）

## 5月17日
- 日本現年七十歲七個月又十三天的老翁荒山孝郎，成功登上世界最高峰聖母峰，成為登上聖母峰的最高齡男性。自由電子報
- 在上海取景的電影《不可能的任務3》，三度送審中國國家電影局，終獲通知該片已成功通過審查。中時電子報[永久]
- 罗马诺·普罗迪正式接替西尔维奥·贝卢斯科尼就任意大利总理。新浪网（页面存档备份，存于）
- 在法國巴黎舉行的歐洲聯賽冠軍盃決賽中，以二比一反勝只有十人應戰的，繼1992年後第二度奪得賽事的冠軍獎盃。 BBC中文網（页面存档备份，存于）
- 国际田联宣布，因工作人员误解计时规则，美国短跑选手加特林5月12日在多哈田径超级大奖赛上的成绩应为9秒77，未破世界纪录。新浪网（页面存档备份，存于）
- 越南總理潘文凱指定現任副總理阮晉勇在他退休後接替他的職務。 BBC中文網（页面存档备份，存于）
- 文革开始四十周年之际，约有百名上海居民走上街頭抗議在文革時期被政府強迫下鄉。中時電子報[永久]
- 中华人民共和国国务院台办发言人李维一驳斥台湾当局“大陆开放赴台旅游空话”论。新华网（页面存档备份，存于）
- 由於中國施壓，WHO秘書長顧問艾特肯表示，在當前政治形勢下，台灣並不適宜加入「全球疫情警報與反應網絡」。東森新聞網（页面存档备份，存于）
- 中華民國總統府秘書長陳唐山在華府的僑界歡迎餐會上證實，陳水扁總統過境無邦交國利比亞時，與利比亞領導人格達費暢談一小時，洽談雙邊合作事宜。中時電子報[永久]
- 台湾民进党文宣部主任蔡煌琅发布书面声明，痛斥陈水扁總統的女婿赵建铭涉入台开案，表示其对陈水扁及民进党造成伤害。网易新闻

## 5月16日
- 所罗门群岛前外长亚历克斯·巴特利特出庭受审，他被控煽动该国首都霍尼亚拉上月发生的骚乱，授意焚烧唐人街的一幢建筑，在唐人街与进行打砸抢的歹徒握手，并鼓励他们继续进行破坏活动。新浪网（页面存档备份，存于）
- 欧盟推迟决定罗马尼亚和保加利亚两国的入盟时间。新浪网（页面存档备份，存于）
- 沙特阿拉伯国王阿卜杜拉警告本地媒体不要再登载沙特妇女的照片。CNN
- 将在17日首映的《達文西密碼》引起世界部分基督教徒的抗议浪潮。CNN
- 文革发动四十周年，海外各界莫不省思此一重大歷史事件，西方媒体均对此有所关注，而中國主流媒體并无进行任何报道。中時電子報[永久]東森新聞報（页面存档备份，存于）BBC中文网（页面存档备份，存于）

## 5月15日
- 美國國家航空暨太空總署（NASA）公佈調查報告指出，一「自動會合技術驗證」（DART）機械太空船，撞上欲會合之衛星。自由電子報
- 紐西蘭登山家馬克·殷格理斯成為首位成功登上埃佛勒斯峰的雙足截肢者。中時電子報[永久]
- 正在中国访问的美军太平洋总部司令威廉·法伦邀请中国人民解放军指挥官观摩美军下月在关岛举行的军演，以加强双方联系。联合早报网 新华网 Archive.today的存檔，存档日期2013-04-28
- 美国国务院宣布恢复和利比亚的完全外交关系，并将其从资助恐怖主义的国家名单中删除。CNN（页面存档备份，存于）
- 中华人民共和国教育部宣布，200名中国大陆高中生将于16日抵达日本，进行为期9天的交流访问。新浪新闻（页面存档备份，存于）
- 印度尼西亚默拉皮火山活动加剧，火山灰在西坡已影响到几乎4千米范围，并在当地时间5时40分爆发。CNN（页面存档备份，存于）新浪新闻 （页面存档备份，存于）
- 中國大陆作家劉曉波批評說，中共面對文革四十週年，以如此低調應對，是「反思不足」。番薯藤News

## 5月14日
- 伊朗总统就欧洲3国提出的有关伊朗核问题的提案明确表示，如果该提案是为了强迫伊朗停止用于和平目的的核开发，伊朗将不予接受。新浪新闻（页面存档备份，存于）
- 海地当选总统勒内·普雷瓦尔在国民议会宫宣誓就职。新浪新闻（页面存档备份，存于）
- 美国反战母亲辛迪·希恩参加白宫门前母亲节集会。新浪新闻（页面存档备份，存于）
- 巴西圣保罗黑帮对警察局和监狱发动连续三天至少73起袭击，目前已造成52人死亡，其中35人是警察和监狱看守，3名平民，14人怀疑为黑帮分子。CNN（页面存档备份，存于）
- 日本東京的交通博物館閉館。

## 5月13日
- 美国选手加特林在卡塔尔多哈举行的国际田联超级大奖赛上以9秒76的成绩打破男子100米比赛世界纪录。新浪网（页面存档备份，存于）
- 台风珍珠侵襲菲律宾，造成至少35人死亡。CNN[]中時電子報[永久]
- 一輛運載劇毒化學物質甲苯二異氰酸酯（TDI）的大貨車失事，21桶TDI滾落中國九寨溝主要水系之一的湯珠河。中時電子報[永久]

## 5月12日
- 原订13日从日本到中国大陆访问五天的长荣集团总裁张荣发，因台灣有事須親自處理，在启程前一刻取消行程。联合早报网香港文汇报番薯藤News（页面存档备份，存于）番薯藤NewsPChome新聞
- 国际市场黄金价格已经达到700美元／盎司，世界黄金委员会主席皮耶尔日前则预测，黄金价格在未来18个月内有望突破850美元／盎司的高点。中国中央电视台（页面存档备份，存于）
- 红十字国际委员会在总部日内瓦发表措辞强硬的声明，谴责美国政府继续拒绝红十字会工作人员探视被美秘密关押的恐怖嫌犯。中国中央电视台（页面存档备份，存于）
- 兩名律師對美國最大電信業者Verizon提出違反隱私告訴，並求償五十億美元。自由電子報
- 南韓檢方以詐欺、挪用公款與違反生命倫理法等罪名，起訴因捏造幹細胞研究而震驚科學界的科學家黃禹錫。自由電子報
- 上海交通大學撤銷微電子學院院長陳進在校一切職務，中华人民共和国教育部同時拔掉陳進「長江學者」的稱號。陳進研究團隊所研製的「漢芯」系列晶片，帶有重大造假和欺騙行為。中時電子報[永久]
- 埃塞俄比亚首都亚的斯亚贝巴发生8起炸弹爆炸，致死3人伤42人，没有组织宣称对此负责。International Herald Tribune（页面存档备份，存于）
- 尼日利亚输油管线爆炸，造成多达200人死亡。Yahoo!
- 中華民國立法院院會由於泛綠委員採杯葛議事手段，致使「兩岸人民關係條例」的『直航條款』沒有處理。中時電子報[永久]東森新聞報（页面存档备份，存于）TVBS新聞網（页面存档备份，存于）
- 台灣民進黨立委蔡同榮表示，已有六十餘名跨黨派立委連署提案，達到修改憲法成案之門檻，準備將中央政府體制改為內閣制。同日台聯立委廖本煙公布由台聯政策會擬訂的「台灣國憲法」草案。中時電子報[永久]
- 中華民國總統陳水扁以「台海和平現狀就是兩岸兩國」回應佐立克的「撞牆」說。中時電子報[永久]

## 5月11日
- 美国副国务卿佐立克在国会听证会上强调，台独就是战争。中新网（页面存档备份，存于）
- 美国总统布什在白宫会见了来自中国的作家余杰、王怡和律师李柏光这三名中国基督教非官方教会的知名成员，并与他们一起祈祷。中国驻美大使馆事先曾要求布什取消会见这三名人士，并声称否则当他们回国之后，会面临“严重后果”。自由亚洲电台[]BBC中文网（页面存档备份，存于）自由亚洲电台
- 日本前首相、自民党森派会长森喜朗宣布，森派成员安倍晋三和福田康夫两人，可以根据自己的意愿同时参选下任自民党总裁。网易
- 知情者透露，美国国家安全局已经秘密收集了几千万美国人电话通话资料，使用美国电话电报公司、Verizon和南方貝爾提供的数据。USA TODAY（页面存档备份，存于）
- 於加拿大班克斯島发现的一隻灰熊與北極熊雜交種灰北極熊被DNA测试证实。MSNBC（页面存档备份，存于）中時電子報[永久]
- 瑞士洛桑国际管理学院（IMD）发布了《2006年世界竞争力黄皮书》，中国排名第19位，其升幅位列参与排名的61个经济体之首，美国排名第一，香港排名第二，台灣排名第18位。新浪网（页面存档备份，存于）
- 中华民国總統陳水扁專機下午降落在印尼巴譚岛，考察當地投資環境。自由電子報東森新聞報（页面存档备份，存于）

## 5月10日
- 意大利國會選出八十歲的前共產黨成員、終身參議員喬治奥·納波利塔諾為新總統。Yahoo!新聞
- 中华民国總統陳水扁訪問利比亞，会晤利比亚领导人格達費，雙方签署互设商务代表处合作备忘录。VOA[永久] 中時電子報[永久]東森新聞報（页面存档备份，存于）自由電子報
- 美國國家安全委員會發言人表示，美國不會對伊朗總統致美國總統布殊的信做任何書面、正式的回覆。Yahoo!新聞
- 以色列公司停止向巴勒斯坦供应汽油，致使巴勒斯坦的医院、食品供应和交通面临全面瘫痪。网易
- 美国财政部向国会递交报告，认为中国在技术上不符合美国法律关于汇率操纵国的定义。 BBC中文网（页面存档备份，存于）

## 5月9日
- 美国邮政总局（USPS）致函台湾人公共事务会（FAPA），指出该局已接受FAPA的建议，删除网站中对台湾的加注，取消「中国的一省」字样。联合早报网中时电子报[永久]
- 第一屆聯合國人權理事會產生，中國、印度、古巴、俄羅斯及沙烏地阿拉伯等國當選。明報即時新聞中時電子報[永久]中時電子報[永久]People's Daily Online
- 伊朗總統給美國總統布殊的信件中，指美國的民主已失敗，美國國務卿賴斯斥之為無助解決伊朗核問題。Yahoo!新聞
- 巴勒斯坦两个武装派别法塔赫和哈马斯在加沙发生冲突，造成3人死亡。路透社
- 驻伊拉克英国军队一架直升机在南部城市巴士拉被导弹击落，机上4人丧生。赶到坠机现场的英军地面部队与伊拉克人发生冲突，致使多人丧生。5名伊拉克平民丧生（其中两名是儿童），大约30名伊拉克人受伤。雅虎新闻
- 波蘭總統萊赫·卡欽斯基任命首位女外長安娜·福蒂加，她成為波蘭歷史上首位女性擔任外長職務。雅虎新聞

## 5月8日
- 巴拉圭经济犯罪法庭正式就前总统路易斯·冈萨雷斯·马基淘空银行案进行庭讯，罪名包括将巴拉圭中央银行接管的联合银行与台资东方银行恶性倒闭的1500餘万美元汇入其开立于纽约的私人户头。网易（页面存档备份，存于）
- 伊朗政府宣佈，伊國總統已致函美國總統布什，就如何化解兩國緊張關係提出新的方案。但白宮表示並無所悉。自由電子報
- 泰國憲法法院裁定，在4月2日舉行的大選違反泰國憲法，需要重新進行選舉。Yahoo!新聞
- 日本首相小泉純一郎到聯合國大會主席國瑞典訪問，瑞典首相約蘭·佩爾松對小泉參拜靖國神社作出強烈批評。Yahoo!新聞

## 5月7日
- 英國「週日泰晤士報」報導，一起暗殺巴勒斯坦自治政府主席阿巴斯的計謀，在遭以色列情報單位識破後流產。自由電子報
- 中國與日本官員在北京展開修補關係會談，希望能克服歷史仇恨對雙邊關係構成的障礙。中時電子報[永久]
- 美国总统布什在回答德国媒体提问时表示同意关闭设在关塔那摩基地的秘密监狱，但要等待最高法院决定这些战犯是由民事或军事法院审判以后。路透社
- 蘇丹歡迎聯合國維持和平部隊進駐與乍得接壤的達爾富爾地區。英語維基新聞（页面存档备份，存于）
- 馬來西亞與美國於電子城合作成立國際多邊合作對抗電子恐怖主義中心。奇摩新聞：中央社
- 禽流感專家往越南視察生物安全及一間豢養七千雞隻的養雞場。奇摩新聞：法新社
- 关于对亚太地区环境产生重大影响的沙尘暴，中国科学院生态专家王如松教授今天接受报社记者采访认为“沙尘暴不全是人为破坏环境所致，而且可以净化环境”，引起中国网民激烈讨论。网易新闻 网友讨论页（页面存档备份，存于）
- 中国男子羽毛球队在东京以3:0战胜丹麦队，历史上第六次夺得汤姆斯杯。此前一天，中国女队也以3:0战胜荷兰队，第十次捧得尤伯杯，同时实现第二次五连冠。新华网1 Archive.today的存檔，存档日期2013-04-28新华网2 Archive.today的存檔，存档日期2013-04-28
- 駐伊拉克的英軍表示南部城市巴士拉的局勢恢復了平靜。BBC新聞（页面存档备份，存于）
- 伊朗威脅將會退出《核不擴散條約》。BBC新聞（页面存档备份，存于）
- 以色列警察驅逐希伯倫內非法佔據巴勒斯坦人住宅的人士。BBC新聞（页面存档备份，存于）
- 斐濟大選大混亂，各派強烈責難選務主管，並要求下台。 雅虎新聞：路透社

## 5月6日
- 中國國家宗教事務局以發言人名義，就梵蒂岡發表聲明譴責中國天主教自選自聖主教一事，發表五點聲明。中時電子報[永久]新浪网（页面存档备份，存于）
- 教皇批准中国天主教爱国会对沈阳教区主教裴军民的任命，梵蒂冈和中国之间的关系有所缓和。路透社
- 安理会五常未能就伊朗核问题决议草案达成一致。中国呼吁通过谈判解决伊朗核问题。新华网 Archive.today的存檔，存档日期2013-04-28
- 東森新聞報獨家消息：台灣軍方將首度在東引島配置飛彈，挑戰兩岸軍事默契。東森新聞報（页面存档备份，存于）
- 新加坡李显龙总理领导的人民行动党，赢得66.6％选票，国会议席数目保持82个。他将在日内组织包括新人在内的新政府。 联合早报网（页面存档备份，存于）

## 5月5日
- 日本僧人在卢沟桥叩首谢罪。网易新闻
- 中華民國總統陳水扁離開阿布達比後，改飛荷蘭首都阿姆斯特丹加油，在經過37小時的飛行後，於巴拉圭當地時間早上10點抵達首都亞松森。此次过境問題在美国和中華民國之间导致外交风波。VOA[永久]中時電子報[永久]Yahoo!奇摩新聞東森新聞報（页面存档备份，存于）中時電子報[永久]東森新聞報（页面存档备份，存于）東森新聞報（页面存档备份，存于）中時電子報[永久]Yahoo!新聞Yahoo!新聞 Yahoo!新聞
- 英国首相布莱尔在地方议会选举失败后，紧急重组内阁，原内政大臣查尔斯·克拉克被原国防大臣约翰·里德取代，原农业部长玛格丽特·贝克特成为英国首位女外交大臣。人民网（页面存档备份，存于）
- 美国中央情报局局长波特·戈斯向总统布什递交了辞呈并获批准。人民网（页面存档备份，存于）

## 5月4日
- 长荣集团总裁张荣发在日本接受采访时，公开支持“一国两制”。张荣发此次表态备受瞩目，民进党当局则很快出言反驳。新华网（页面存档备份，存于）网易新闻
- 中华民国總統陳水扁啟程出訪中、南美洲国家巴拉圭與哥斯达黎加。由于此次美国只同意陳在阿拉斯加落地加油，所以陳没有按惯例过境美國。原擬過境黎巴嫩，又遭中國施壓，最后改過境阿拉伯联合酋长国首府阿布達比。東森新聞報（页面存档备份，存于）東森新聞報（页面存档备份，存于）TVBS新聞網（页面存档备份，存于）東森新聞報（页面存档备份，存于）中時電子報[永久]中時電子報[永久]東森新聞報（页面存档备份，存于）中時電子報[永久]東森新聞報（页面存档备份，存于）東森新聞報（页面存档备份，存于）
- 英国首相布莱尔领导的工党在2006年英国地方议会大选中惨败，丧失了近320个议席，保守党則增加了300席，工黨席位落后于保守党，英国自由民主党和极右的不列颠民族党的席位都有增加。（路透社）， （BBC）（页面存档备份，存于）雅虎新聞
- 南太平洋島國東加王國凌晨發生芮氏規模八點一的大地震。中時電子報[永久]
- 教皇本篤十六世對於中國天主教愛國會未經梵蒂岡同意，委任兩名主教表示强烈不滿。宣布將昆明主教馬英林，及安徽主教劉新紅施以絕罰，革出教會。天主教香港教區主教陳日君樞機表示，中梵關係陷入新冰點，是由中国方面一手造成。 但中國天主教愛國會强调应该有自己选出自己的教区人员，不受梵蒂岡管辖。Yahoo!奇摩新聞 Yahoo!新聞
- 乍得總統選舉投票安靜地結束。大公報

## 5月3日
- 亚美尼亚航空公司一架空中客车A320当天凌晨在俄罗斯南部黑海海滨城市索契附近海域坠毁，机上105名乘客和8名机组人员全部遇难，其中包括6名儿童。新浪网（页面存档备份，存于）
- 美國陪審團決議將參與策劃九一一恐怖攻擊事件的被告穆薩維判處無期徒刑，且無獲釋機會。中時電子報[永久]

## 5月2日
- 陕西省子长县瓦窑堡镇煤矿瓦斯爆炸事故遇难矿工人数上升至31人，仍有1名矿工下落不明。 联合早报网
- 伊朗外长称，获俄罗斯及中国通知，不会支持由美国、英国、法国提出对伊朗核子计划采取制裁或军事行动的决议案。雅虎香港
- 「無疆界記者」組織在公布的年度報導中批評中國禁錮言論自由。中時電子報[永久]

## 5月1日
- 第48届世界乒乓球锦标赛团体赛女团决赛中，卫冕冠军中国队3比1击败上届亚军中国香港队，连续第七次夺得女团冠军，这也是中国女队第16次捧起考比伦杯。随后举行的男团决赛中，中国男队以3比0完胜韩国队，取得三连冠，并第15次获得斯韦思林杯。新浪网（页面存档备份，存于）新浪网（页面存档备份，存于）
- 全美举行名为“没有移民的一天”的支持移民大罢工，旨在抗议美国将非法移民视为罪犯的新法案。CNN（页面存档备份，存于）
- 澳門五一勞動節遊行，演變成警民衝突，有人受傷，四人被捕，控以襲警罪。明報即時新聞
- 新加坡海峽時報執行副總裁馮元良表示，被中国扣押的首席特派員程翔案件己交中国法院審理。明報即時新聞